# Golden Spoon
Golden Spoon (en hangul, 금수저; romanización revisada, Geumsujeo), es una serie de televisión surcoreana que se estrenó el 23 de septiembre de 2022 por MBC. Está disponible asimismo en la plataforma Disney+ para algunos países y en Star+ para los países de América Latina.
La serie está basada en el webtoon "The Golden Spoon" de HD3.

## Sinopsis
Lee Seung-chun es un joven que nació en el seno de una familia pobre y sueña con cambiar su vida con una cuchara de oro misteriosa que aparece frente a él y con la cual intercambia su destino con el de su amigo, quien nació en una familia adinerada.

## Reparto

### Personajes principales
- Yook Sung-jae como Lee Seung-chun, un estudiante que sueña con cambiar su vida.[3]
- Lee Jong-won como Hwang Tae-yong, un joven que va y viene entre una cuchara de oro y una cuchara de tierra sin importar su voluntad.[4]
- Jung Chae-yeon como Na Joo-hee, la hija de una familia conglomerada, que tiene un sentido de la justicia y un encanto sincero.[5]
- Yeonwoo como Oh Yeo-jin, una joven con una apariencia bonita y una personalidad audaz, que creció en una familia rica.[6]

### Personajes secundarios

#### Personas cercanas a Lee Seung-chun
- Choi Dae-chul como Lee Chul, el padre de Lee Seung-chun.[7]
- Han Chae-ah como Jin Seon-hye, la madre de Lee Seung-chun.

#### Personas cercanas a Hwang Tae-yong
- Choi Won-young como Hwang Hyeon-do, el padre de Hwang Tae-yong y presidente del Grupo Doshin.
- Son Yeo-eun como Seo Young-shin, la madrastra de Hwang Tae-yong.
- Jang Yool como Seo Jun-tae, el hermano menor de Seo Young-shin y el líder de "Amicus", un club social secreto.[8]
- Son Woo-hyun como Jang Moon-ki, el joven guardaespaldas y conductor de Hwang Tae-yong.[9]
- Song Yoo-hyun como Kim Na-young, ama de llaves.[10]

### Otros personajes
- Kim Kang-min como Park Jang-goon, el hijo de un jefe de Estado Mayor del ejército con 200 mil millones de wones, que lucha por unirse al club "Amicus". Constantemente intimida a Lee Seung-chun.[11]

## Producción
La serie está basada en el webtoon de Naver, "The Golden Spoon" de HD3, que se publicó en 2016.
El elenco principal fue confirmado el 17 de febrero de 2022.